# Ronde van Duitsland 1950
De Deutschland Rundfahrt 1950 was de 12e editie van de Ronde van Duitsland. De koers werd verreden van 13 tot 31 augustus 1950. Titelverdediger was Harry Saager. De Belg Roger Gyselinck werd eindwinnaar. Hij was de 1e niet-Duitse winnaar. Ook het bergklassement ging naar een Belg, namelijk Désiré Ketelaar.

## Parcours en deelnemers
De koers ging over een afstand van 3683,3 kilometer en begon en eindigde in Hannover. De koers kende 18 ritten en 3 rustdagen. Aan de start stonden 60 renners, waaronder 17 niet-Duitsers. Van deze deelnemers haalde 40 uiteindelijk de finish met een gemiddelde van 34,730 km/h.

## Etappelijst
| Etappe         | Darum       | Start – Finish               | km                       | Etappewinnaar      | Klassementsleider      |
| -------------- | ----------- | ---------------------------- | ------------------------ | ------------------ | ---------------------- |
| 1e etappe      | 12 augustus | Hannover – Bielefeld         | 268,3                    | Roger Decorte      | Roger Decorte          |
| 2e etappe      | augustus    | Bielefeld – Bocholt          | 235                      | Heinrich Schwarzer | Heinrich Schwarzer     |
| 3e etappe      | augustus    | Bocholt – Aachen             | 214,7                    | Hans Hörmann       | Matthias Pfannenmüller |
| 4e etappe      | augustus    | Aachen – Gießen              | 290                      | Roger Gyselinck    | Hermann Schild         |
| 5e etappe      | augustus    | Gießen – Zweibrücken         | 248,5                    | Désiré Keteleer    | Hermann Schild         |
| 6e etappe      | augustus    | Zweibrücken – Stuttgart      | 200                      | Günther Pankoke    | Hermann Schild         |
| 7e etappe      | augustus    | Stuttgart – Durlach          | 219                      | Heinz Müller       | Hermann Schild         |
| 8e etappe      | augustus    | Durlach – Waldshut           | 242                      | Désiré Keteleer    | Matthias Pfannenmüller |
| 9e etappe      | augustus    | Waldshut – Konstanz          | 195                      | Roger Gyselinck    | Roger Gyselinck        |
| 10e etappe     | augustus    | Konstanz – Augsburg          | 269,9                    | Jean Breuer        | Roger Gyselinck        |
| 11e etappe     | augustus    | Augsburg – Bad Reichenhall   | 293,3                    | Fritz Siefert      | Roger Gyselinck        |
| 12e etappe     | augustus    | Bad Reichenhall – Regensburg | 217,4                    | Edward Peeters     | Roger Gyselinck        |
| 13e etappe (a) | augustus    | Regensburg – Neumarkt        | 103,4                    | Désiré Keteleer    | Roger Gyselinck        |
| 13e etappe (b) | augustus    | Neumarkt – Nürnberg          | 35 (Individuele tijdrit) | Roger Gyselinck    | Roger Gyselinck        |
| 14e etappe     | augustus    | Nürnberg – Schweinfurt       | 221,8                    | Heinz Zoll         | Roger Gyselinck        |
| 15e etappe     | augustus    | Schweinfurt – Kassel         | 216                      | Heinz Müller       | Roger Gyselinck        |
| 16. Etappe     | augustus    | Kassel – Einbeck             | 221                      | Désiré Keteleer    | Roger Gyselinck        |
| 17. Etappe     | 31 augustus | Einbeck – Hannover           | 173                      | Alphonse Deledda   | Roger Gyselinck        |

## Eindklassement
|   | Renner                | Tijd         |
| - | --------------------- | ------------ |
| 1 | Roger Gyselinck       | 111h 14' 51" |
| 2 | Matthias Pfannemüller | + 7' 44"     |
| 3 | Otto Schenk           | + 11' 29"    |

## Bergklassement
|   | Renner          | Punten    |
| - | --------------- | --------- |
| 1 | Désiré Ketelaar | 22 punten |